# Frontera entre Hongria i Croàcia
La frontera entre Hongria i Croàcia es la frontera internacional entre Croàcia i Hongria, ambdós estats membres de la Unió Europea. Hongria està i integrada a l'espai Schengen, però Croàcia encara no, tot i que podria formar-ne part el 2019.

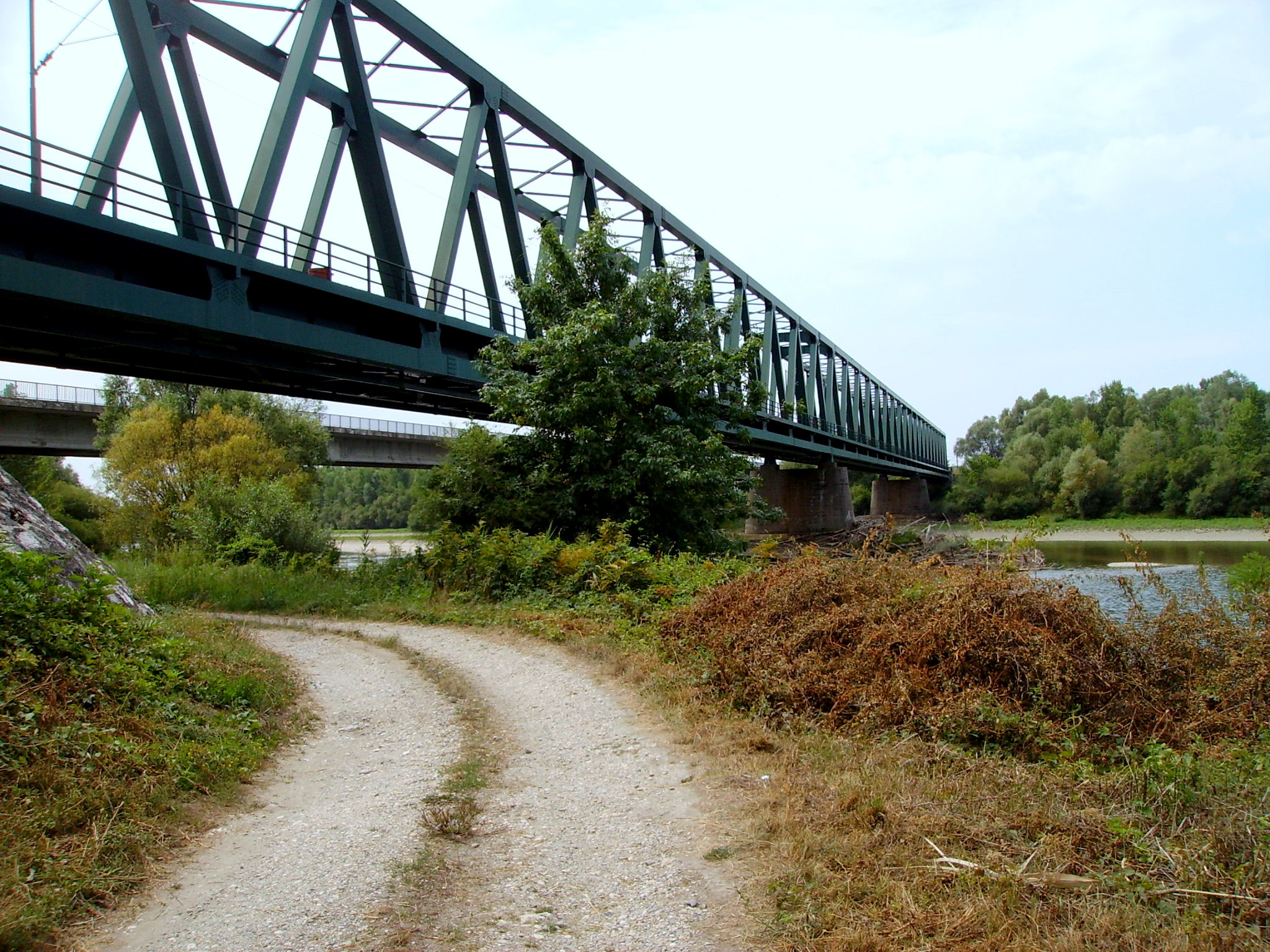
Pont sobre el riu Drava a Zákány

## Traçat
S'estén en direcció oest-est al llarg de 348 kilòmetres des del trifini Hongria-Croàcia-Sèrbia (a Voivodina) fins al trifini entre ambdós estats i Eslovènia. És parcialment marcada pel riu Drava i separa els comtats croats de Virovitica-Podravina, Koprivnica-Križevci, Vukovar-Srijem i Osijek-Baranja dels comtats hongaresos de Vas, Zala, Somogy i Baranya.

## Història
questa frontera quedà establerta a la fi de la Primera Guerra Mundial (1918) quan es va dissoldre l'Imperi Austrohongarès i Croàcia, fins aleshores part d'Hongria, va entrar a formar part del Regne dels Serbis, Croats i Eslovens, després regne de Iugoslàvia segons els tractats de Saint-Germain (1919) Trianon (1920). La frontera no va canviar fins a 1941 quan es va formar l'Estat Independent de Croàcia sota tutela del Tercer Reich, ja que el comtat de Međimurje i la Baranja croata foren transferides a Hongria. Després de la Segona Guerra Mundial Croàcia fou una de les repúbliques constitutives de la República Federal Socialista de Iugoslàvia. Després de la dissolució de Iugoslàvia el 25 de juny de 1991 aquesta fou la frontera entre el nou estat de Croàcia amb Hongria.
Després de l'adhesió d'Hongria a la Unió Europea el 2004, la frontera croata-hongaresa es va convertir en una part de la frontera exterior de la Unió Europea i, des de l'adhesió a Hongria a l'àrea Schengen el 21 de desembre de 2007, una part de la frontera exterior de la zona Schengen. Finalment, l'1 de juliol de 2013, Croàcia es va adherir a la Unió Europea, de manera que la frontera croata-hongaresa és una frontera interna de la Unió Europea; no obstant això, segueix sent una frontera exterior de l'àrea de Schengen, ja que Croàcia encara no en forma part.
Per tal de bloquejar el flux migratori, Hongria inicia la construcció d'un mur fronterer durant la nit del 17 al 18 de setembre de 2015.

## Punts de pas ferroviaris
Segons el traçat actual de la frontera hi ha tres passos ferroviaris entre Croàcia i Hongria.
| Codi UIC | Línia de Croàcia                                                                  | Estació de Croàcia | Operador | Línia de Hongria                                               | Estació de Hongria | Operador | Remarques                                               |
| -------- | --------------------------------------------------------------------------------- | ------------------ | -------- | -------------------------------------------------------------- | ------------------ | -------- | ------------------------------------------------------- |
| 730      | M501 Línia de la frontera eslovena a Čakovec a Kotoriba i a la frontera hongaresa | Kotoriba           | HŽ       | 30 Línia de Budapest a Nagykanizsa per Székesfehérvár          | Murakeresztúr      | MÁV      | Via única electrificada en 25 kV - 50 Hz costat Hongria |
| 731      | M201 Línia de Dugo Selo a la frontera hongaresa                                   | Koprivnica         | HŽ       | 41 Línia de Dombóvár à Gyékényes                               | Gyékényes          | MÁV      | Via única electrificada en 25 kV - 50 Hz                |
| 733      | M301 Línia de Villány a Osijek per Magyarbóly i Beli Manastir                     | Beli Manastir      | HŽ       | 65/66 Línia de Villány a Osijek per Magyarbóly i Beli Manastir | Magyarbóly         | MÁV      | Via única no electrificada                              |